# Liostraca bina
Liostraca bina är en skalbaggsart som beskrevs av Hippolyte Louis Gory och Achille Rémy Percheron 1835. Liostraca bina ingår i släktet Liostraca och familjen Cetoniidae. Inga underarter finns listade i Catalogue of Life.